# Institut supérieur des sciences appliquées et de technologie de Sousse
L'Institut supérieur des sciences appliquées et de technologie de Sousse (arabe : المعهد العالي للعلوم التطبيقية والتكنولوجيا بسوسة) ou ISSATS est un établissement scientifique relevant de l'université de Sousse (Tunisie). Il est créé en application des dispositions du décret no 1385-2001 du 7 juin 2001.
L'institut ouvre ses portes dans les espaces réservés à l'Institut préparatoire aux études d'ingénieur et, dans ce cadre, le contenu de la bibliothèque et le matériel scientifique acquis durant les trois années de la vie de l'institut préparatoire sont exploités.

## Historique
Il compte, en 2001-2002, trois filières d'une durée de trois années chacune :
- technicien supérieur en génie mécanique ;
- technicien supérieur en génie électronique ;
- technicien supérieur en informatique.

En 2002-2003, une nouvelle filière, couronnée par une maîtrise en informatique, est créée. Elle comporte quatre années d'études réparties en deux cycles d'une durée de deux ans chacun. En 2003-2004, deux nouvelles filières sont créées (durée de trois ans d'étude chacune) :
- technicien supérieur en fluide et énergie ;
- technicien supérieur en sécurité et contrôle industriel.

En 2004-2005, une nouvelle filière formant des ingénieurs en informatique (temps réel) est créé.
Cette filière est remplacée par deux nouvelles filières formant des ingénieurs en génie logiciel et informatique industrielle après avoir passé deux ans au cycle préparatoire intégré.
En 2005-2006, un master de recherche en sûreté et sécurité des systèmes industriels voit également le jour.

## Départements
L'ISSATS comporte quatre départements :
- Informatique ;
- Énergétique ;
- Génie électronique ;
- Génie mécanique.